# Stanley Tailor
Stanley Tailor (Utrecht, 8 maart 1982) is een Nederlands voormalig voetballer die als verdediger speelde.

## Sportloopbaan
Tailor speelde in de jeugd bij Vitesse en voor de amateurs van IJsselmeervogels. Hij maakte zijn debuut in het betaalde voetbal in augustus 2006 voor FC Emmen. Hij brak niet door en speelde een jaar in Duitsland voor VfB Oldenburg. Van 2008 tot 2011 speelde hij voor AGOVV Apeldoorn. Na een korte periode op Cyprus keerde hij terug bij AGOVV. Die club verliet hij in september 2012 waarna een overgang naar Al-Ahed in Libanon geen doorgang vond. Hierna kreeg hij geen profcontract meer en kwam in 2013 en 2014 nog uit voor IJsselmeervogels. In maart 2014 verliet hij de club. Hierna speelde hij nog bij AFC (zaterdag), SC Woerden en Magreb '90 voor hij medio 2017 stopte met voetballen. 
Hierna werd hij assistenttrainer bij USV Hercules en in januari 2018 werd hij co-trainer bij Magreb '90.
Tailor heeft uit een eerdere relatie een zoon (2007) en uit zijn vorige relatie  met model Kim Feenstra  kreeg hij in 2020 nog een zoon.

## Profloopbaan
| Seizoen | Club             | Wedstrijden | Doelpunten | Competitie                  |
| ------- | ---------------- | ----------- | ---------- | --------------------------- |
| 2005/06 | IJsselmeervogels | 28          | 3          | Hoofdklasse B               |
| 2006/07 | FC Emmen         | 1           | 0          | Eerste Divisie              |
| 2007/08 | VfB Oldenburg    | 34          | 1          | Niedersachsen Liga West     |
| 2008/09 | AGOVV Apeldoorn  | 23          | 1          | Eerste Divisie              |
| 2009/10 | AGOVV Apeldoorn  | 19          | 1          | Eerste Divisie              |
| 2010/11 | AGOVV Apeldoorn  | 31          | 5          | Eerste Divisie              |
| 2011/12 | Omonia Aradippou | ?           | 1          | Cypriotische tweede divisie |
|         | AGOVV Apeldoorn  | 11          | 2          | Eerste Divisie              |
| 2012/13 | AGOVV Apeldoorn  | 0           | 0          | Eerste Divisie              |
| Totaal  |                  | 143         | 13         |                             |